# 花火 (capsuleの曲)
『花火』（はなび）は、2001年7月4日にヤマハミュージックコミュニケーションズより発売されたcapsuleの2枚目のCDマキシシングルである（品番：YCDW-00003）。
前作であり、capsule（現 CAPSULE）のデビューシングルである『さくら』の発売20周年となる2021年3月28日からは、iTunes Storeや各種ストリーミングサービスでも配信されている。

## 楽曲について
1.花火
TBSの番組『エクスプレス』の2001年6月・7月度のウェザーテーマとして使用された。
4.一つ二つ三つ（型番 - 弐）
iTunes Storeなどでの表記では、「弐」が誤って「式」と表記されている。

## 収録曲について
全作詞・全作曲：中田ヤスタカ
| #  | タイトル                      | 作詞 | 作曲・編曲 | 時間 |
| -- | ----------------------------- | ---- | ---------- | ---- |
| 1. | 「花火」                      |      |            | 4:22 |
| 2. | 「写真」                      |      |            | 4:25 |
| 3. | 「一つ二つ三つ」              |      |            | 3:14 |
| 4. | 「一つ二つ三つ（型番 - 弐）」 |      |            | 3:12 |